# 사이이드 왕조

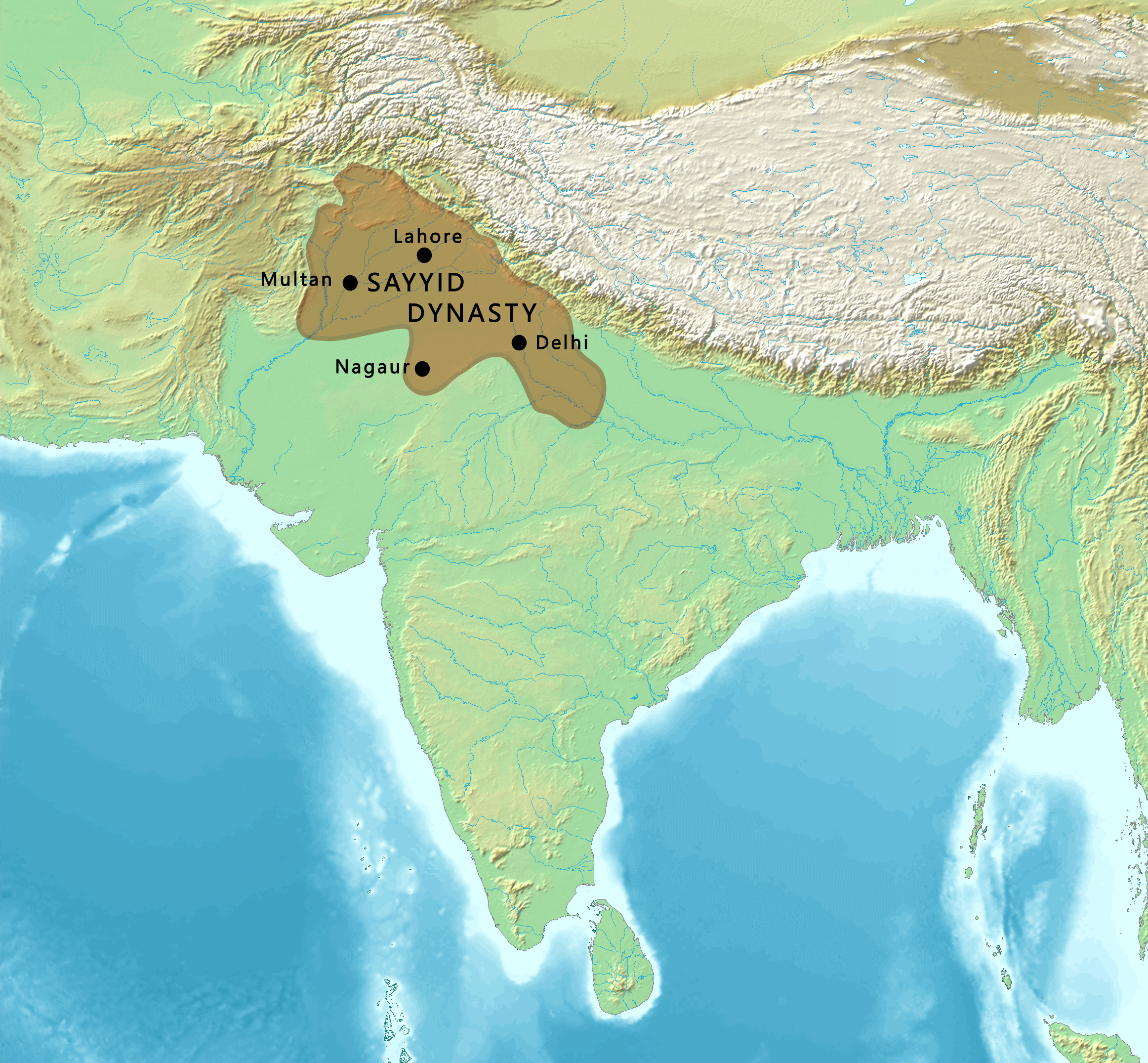

사이이드 왕조(Sayyid dynasty)는 인도 이슬람 지배 초기에 있었던 델리 술탄국 중의 4번째 왕조(1414∼1451)이다. 14세기말 투글루크 왕조의 쇠퇴를 틈타 귀족인 히즈르칸이 1414년 델리를 점령하여 술탄의 지위에 올라 이 왕조를 일으켰다. 4대 37년간 계속되어 델리의 여러 왕조 중에서 가장 단명(短命)하였고, 또 세력도 떨치지 못하여 로디 왕조에게 지배권을 빼앗겼다. 사이이드란 말은 예언자 마호메트의 직계 자손의 가문을 말하는 칭호로서, 이 왕조의 명칭도 시조(始祖)가 마호메트의 후예(後裔)라고 일컬은 데서 나온 것이다.